# Rosted
Rosted A/S är ett danskt företag som bedriver försäljning av skor och skotillbehör. Företaget grundades 1903 av Johannes Rosted. År 1963 övertogs företaget av Jörgen Lohse, som under många år drev företaget. Idag ägs och drivs företaget av Jörgen Lohses son, Thomas Lohse, och har åtta anställda.
Huvudkontoret ligger i danska Jyllinge, strax utanför Roskilde. Svenskt säljkontor finns i Helsingborg.
Rosted är agent i Danmark för bland annat Shepard of Sweden och Boston skoprodukter. Rosteds största varumärken är tyska Tom Tailor Shoes, och amerikanska Charles David. I Sverige säljs endast Tom Tailor och Charles David av Rosted.